# Fiódorovka (Astracan)
Fiódorovka — Фёдоровка (rus) —  és un poble a l'óblast d'Astracan, a Rússia, segons el cens del 2010 tenia 682 habitants.